# Sphenometopa mannii
Sphenometopa mannii is een vliegensoort uit de familie van de dambordvliegen (Sarcophagidae). De wetenschappelijke naam van de soort is voor het eerst geldig gepubliceerd in 1891 doorFriedrich Moritz Brauer en Julius Edler von Bergenstamm.